# Hiệp hội tâm lý - xã hội học Úc
Hiệp hội tâm lý - xã hội học Úc (tiếng Anh: Australian Psychological Society , tên viết tắt: APS) là hiệp hội chuyên nghiệp của các nhà nghiên cứu tâm lý học tại Australia, với số lượng thành viên hiện khoảng 21.000 người. APS là cơ quan chuyên môn lớn nhất đại diện cho tâm lý học tại Úc, tổ chức hiện có 40 chi nhánh trải rộng trên khắp nước Úc.
Các APS hỗ trợ mạnh mẽ cho các môn học, nghiệp vụ tâm lý học, hỗ trợ các tiêu chuẩn cao cho nghề nghiệp, thúc đẩy kiến thức tâm lý để nâng cao sức khoẻ cộng đồng, và được dành riêng để cung cấp các lợi ích để hỗ trợ cuộc sống chuyên nghiệp của các nghiên cứu viên.

## Thành viên
Con đường để trở thành một thành viên đầy đủ của APS (gọi tắt MAPS) phải trải qua sáu năm khoá đào tạo bởi Hội đồng cấp phép tâm lý học Úc(APAC) và một chương trình thạc sĩ hai năm trong một chuyên ngành lựa chọn. Việc đào tạo sau đại học phải có thuộc trong 9 lĩnh vực chuyên môn sau của tâm lý học được công nhận bởi các APS và các trường đại học của họ, bao gồm: lý lượng lâm sàng, tâm lý học lâm sàng, tâm lý cộng đồng, tâm lý tư vấn, tâm lý giáo dục và phát triển, tâm lý học pháp y, tâm lý học sức khỏe, tâm lý học tổ chức, tâm lý học thể thao. Một con đường khác có sẵn để trở thành MAPS là dành cho những người đã có kinh nghiệm và uy tín trong lĩnh vực tâm lý học, bao gồm cả học viên đã đạt được chuyên môn chuyên ngành trong một lĩnh vực tâm lý đặc biệt và các học giả đã có những đóng góp đáng kể đã được công bố trên các tạp chí tâm lý.